# Азербайджан на Олимпийских играх
Азербайджан впервые принял участие на Олимпийских играх в качестве независимого государства на Летних играх 1996 года в Атланте, и с тех пор отправляет спортсменов на все Олимпийские игры. На зимних Олимпийских играх спортсмены Азербайджана впервые приняли участие на Играх 1998 года в Нагано и с тех пор непрерывно принимают участие во всех зимних Олимпиадах.
Ранее азербайджанские атлеты соревновались в составе сборной СССР с 1952 по 1988 год, а после распада Советского Союза, Азербайджан был частью единой команды на летних Играх 1992 года.
Азербайджанские спортсмены на Олимпийских играх начиная с 1996 года завоевали в общей сложности 56 медалей. Медали были завоёваны в борьбе, стрельбе, боксе, дзюдо, тяжёлой атлетике, гребле на байдарках и каноэ и тхэквондо. На зимних Играх азербайджанские спортсмены пока не завоевали ни одной медали.
Национальный олимпийский комитет Азербайджана был создан в 1992 году и признан Международным олимпийским комитетом в 1993 году.

## Результаты выступлений
| Игры                | Спортсменов                                         | Золото                                              | Серебро                                             | Бронза                                              | Всего                                               | Место                                               |                                             |
| ------------------- | --------------------------------------------------- | --------------------------------------------------- | --------------------------------------------------- | --------------------------------------------------- | --------------------------------------------------- | --------------------------------------------------- | ------------------------------------------- |
| 1952—1988           | Спортсмены выступали в составе сборной СССР         | Спортсмены выступали в составе сборной СССР         | Спортсмены выступали в составе сборной СССР         | Спортсмены выступали в составе сборной СССР         | Спортсмены выступали в составе сборной СССР         | Спортсмены выступали в составе сборной СССР         | Спортсмены выступали в составе сборной СССР |
| 1992 Барселона      | Спортсмены выступали в составе Объединённой команды | Спортсмены выступали в составе Объединённой команды | Спортсмены выступали в составе Объединённой команды | Спортсмены выступали в составе Объединённой команды | Спортсмены выступали в составе Объединённой команды | Спортсмены выступали в составе Объединённой команды |                                             |
| 1996 Атланта        | 23                                                  | 0                                                   | 1                                                   | 0                                                   | 1                                                   | 61                                                  |                                             |
| 2000 Сидней         | 31                                                  | 2                                                   | 0                                                   | 1                                                   | 3                                                   | 34                                                  |                                             |
| 2004 Афины          | 36                                                  | 1                                                   | 0                                                   | 4                                                   | 5                                                   | 50                                                  |                                             |
| 2008 Пекин          | 44                                                  | 1                                                   | 1                                                   | 4                                                   | 6                                                   | 40                                                  |                                             |
| 2012 Лондон         | 53                                                  | 2                                                   | 2                                                   | 5                                                   | 9                                                   | 32                                                  |                                             |
| 2016 Рио-де-Жанейро | 56                                                  | 1                                                   | 7                                                   | 10                                                  | 18                                                  | 39                                                  |                                             |
| 2020 Токио          | 44                                                  | 0                                                   | 3                                                   | 4                                                   | 7                                                   | 67                                                  |                                             |
| 2024 Париж          | 48                                                  | 2                                                   | 2                                                   | 3                                                   | 7                                                   | 30                                                  |                                             |
| Итого               | Итого                                               | 9                                                   | 16                                                  | 31                                                  | 56                                                  |                                                     |                                             |

| Игры                | Спортсменов                                 | Золото                                      | Серебро                                     | Бронза                                      | Всего                                       | Место                                       |                                             |
| ------------------- | ------------------------------------------- | ------------------------------------------- | ------------------------------------------- | ------------------------------------------- | ------------------------------------------- | ------------------------------------------- | ------------------------------------------- |
| 1956—1988           | Спортсмены выступали в составе сборной СССР | Спортсмены выступали в составе сборной СССР | Спортсмены выступали в составе сборной СССР | Спортсмены выступали в составе сборной СССР | Спортсмены выступали в составе сборной СССР | Спортсмены выступали в составе сборной СССР | Спортсмены выступали в составе сборной СССР |
| 1992—1994           | не принимал участие                         | не принимал участие                         | не принимал участие                         | не принимал участие                         | не принимал участие                         | не принимал участие                         |                                             |
| 1998 Нагано         | 4                                           | 0                                           | 0                                           | 0                                           | 0                                           | -                                           |                                             |
| 2002 Солт-Лейк-Сити | 4                                           | 0                                           | 0                                           | 0                                           | 0                                           | -                                           |                                             |
| 2006 Турин          | 2                                           | 0                                           | 0                                           | 0                                           | 0                                           | -                                           |                                             |
| 2010 Ванкувер       | 2                                           | 0                                           | 0                                           | 0                                           | 0                                           | -                                           |                                             |
| 2014 Сочи           | 4                                           | 0                                           | 0                                           | 0                                           | 0                                           | -                                           |                                             |
| 2018 Пхёнчхан       | 1                                           | 0                                           | 0                                           | 0                                           | 0                                           | -                                           |                                             |
| 2022 Пекин          | 2                                           | 0                                           | 0                                           | 0                                           | 0                                           | —                                           |                                             |
| Итого               | Итого                                       | 0                                           | 0                                           | 0                                           | 0                                           |                                             |                                             |

| Медаль  | Имя                     | Игры                | Вид спорта             | Дисциплина                                 |
| ------- | ----------------------- | ------------------- | ---------------------- | ------------------------------------------ |
| Серебро | Намик Абдуллаев         | 1996 Атланта        | Вольная борьба         | Мужчины до 52 кг.                          |
| Золото  | Земфира Мефтахетдинова  | 2000 Сидней         | Стрельба               | Женщины, скит.                             |
| Золото  | Намик Абдуллаев         | 2000 Сидней         | Вольная борьба         | Мужчины до 52 кг.                          |
| Бронза  | Вугар Алекперов         | 2000 Сидней         | Бокс                   | Мужчины средний вес.                       |
| Золото  | Фарид Мансуров          | 2004 Афины          | Греко-римская борьба   | Мужчины Лёгкий вес.                        |
| Бронза  | Фуад Асланов            | 2004 Афины          | Бокс                   | Мужчины наилегчайший вес.                  |
| Бронза  | Агаси Мамедов           | 2004 Афины          | Бокс                   | Мужчины лёгкий вес.                        |
| Бронза  | Ирада Ашумова           | 2004 Афины          | Стрельба               | Женщины стрельба из пистолета (25 метров). |
| Бронза  | Земфира Мефтахетдинова  | 2004 Афины          | Стрельба               | Женщины стрельба по тарелкам.              |
| Золото  | Эльнур Мамедли          | 2008 Пекин          | Дзюдо                  | Мужчины до 73 кг.                          |
| Серебро | Ровшан Байрамов         | 2008 Пекин          | Греко-римская борьба   | Мужчины до 55 кг.                          |
| Бронза  | Мария Стадник           | 2008 Пекин          | Вольная борьба         | Женщины до 48 кг.                          |
| Бронза  | Мовлуд Миралиев         | 2008 Пекин          | Дзюдо                  | Мужчины до 100 кг.                         |
| Бронза  | Хетаг Газюмов           | 2008 Пекин          | Вольная борьба         | Мужчины до 96 кг.                          |
| Бронза  | Шахин Имранов           | 2008 Пекин          | Бокс                   | Мужчины полулёгкий вес.                    |
| Золото  | Тогрул Аскеров          | 2012 Лондон         | Вольная борьба         | Мужчины до 60 кг.                          |
| Золото  | Шариф Шарифов           | 2012 Лондон         | Вольная борьба         | Мужчины до 84 кг.                          |
| Серебро | Ровшан Байрамов         | 2012 Лондон         | Греко-римская борьба   | Мужчины до 55 кг.                          |
| Серебро | Мария Стадник           | 2012 Лондон         | Вольная борьба         | Женщины до 48 кг.                          |
| Бронза  | Эмин Ахмедов            | 2012 Лондон         | Греко-римская борьба   | Мужчины до 74 кг.                          |
| Бронза  | Юлия Раткевич           | 2012 Лондон         | Вольная борьба         | Женщины до 55 кг.                          |
| Бронза  | Теймур Мамедов          | 2012 Лондон         | Бокс                   | Мужчины до 91 кг.                          |
| Бронза  | Магомедрасул Меджидов   | 2012 Лондон         | Бокс                   | Мужчины свыше 91 кг.                       |
| Бронза  | Хетаг Газюмов           | 2012 Лондон         | Вольная борьба         | Мужчины до 96 кг.                          |
| Золото  | Радик Исаев             | 2016 Рио-де-Жанейро | Тхэквондо              | Мужчины свыше 80 кг.                       |
| Серебро | Рустам Оруджев          | 2016 Рио-де-Жанейро | Дзюдо                  | Мужчины до 73 кг.                          |
| Серебро | Эльмар Гасымов          | 2016 Рио-де-Жанейро | Дзюдо                  | Мужчины до 100 кг.                         |
| Серебро | Мария Стадник           | 2016 Рио-де-Жанейро | Вольная борьба         | Женщины до 48 кг.                          |
| Серебро | Валентин Демьяненко     | 2016 Рио-де-Жанейро | Гребля на гладкой воде | Мужчины каноэ-одиночки 200 м.              |
| Серебро | Тогрул Аскеров          | 2016 Рио-де-Жанейро | Вольная борьба         | Мужчины до 65 кг.                          |
| Серебро | Лоренцо Сотомайор       | 2016 Рио-де-Жанейро | Бокс                   | Мужчины до 64 кг.                          |
| Серебро | Хетаг Газюмов           | 2016 Рио-де-Жанейро | Вольная борьба         | Мужчины до 96 кг.                          |
| Бронза  | Сабах Шариати           | 2016 Рио-де-Жанейро | Греко-римская борьба   | Мужчины до 130 кг.                         |
| Бронза  | Инна Осипенко-Радомская | 2016 Рио-де-Жанейро | Гребля на гладкой воде | Женщины байдарки-одиночки 200 м.           |
| Бронза  | Расул Чунаев            | 2016 Рио-де-Жанейро | Греко-римская борьба   | Мужчины до 66 кг.                          |
| Бронза  | Патимат Абакарова       | 2016 Рио-де-Жанейро | Тхэквондо              | Женщины до 49 кг.                          |
| Бронза  | Камран Шахсуварлы       | 2016 Рио-де-Жанейро | Бокс                   | Мужчины до 75 кг.                          |
| Бронза  | Наталья Синишин         | 2016 Рио-де-Жанейро | Вольная борьба         | Женщины до 53 кг.                          |
| Бронза  | Гаджи Алиев             | 2016 Рио-де-Жанейро | Вольная борьба         | Мужчины до 57 кг.                          |
| Бронза  | Джабраил Гасанов        | 2016 Рио-де-Жанейро | Вольная борьба         | Мужчины до 74 кг.                          |
| Бронза  | Милад Беиги Харчегани   | 2016 Рио-де-Жанейро | Тхэквондо              | Мужчины до 80 кг.                          |
| Бронза  | Шариф Шарифов           | 2016 Рио-де-Жанейро | Вольная борьба         | Мужчины до 86 кг.                          |
| Серебро | Рафаэль Агаев           | 2020 Токио          | Карате                 | Мужчины до 75 кг.                          |
| Серебро | Гаджи Алиев             | 2020 Токио          | Вольная борьба         | Мужчины до 65 кг.                          |
| Серебро | Ирина Зарецкая          | 2020 Токио          | Карате                 | Женщины свыше 61 кг.                       |
| Бронза  | Ирина Киндзерская       | 2020 Токио          | Дзюдо                  | Женщины свыше 78 кг.                       |
| Бронза  | Лорен Альфонсо          | 2020 Токио          | Бокс                   | Мужчины до 81 кг.                          |
| Бронза  | Рафик Гусейнов          | 2020 Токио          | Греко-римская борьба   | Мужчины до 77 кг.                          |
| Бронза  | Мария Стадник           | 2020 Токио          | Вольная борьба         | Женщины до 50 кг.                          |
| Золото  | Хидаят Гейдаров         | 2024 Париж          | Дзюдо                  | Мужчины до 73 кг.                          |
| Золото  | Зелим Коцоев            | 2024 Париж          | Дзюдо                  | Мужчины до 100 кг.                         |
| Серебро | Гашим Магомедов         | 2024 Париж          | Тхэквондо              | Мужчины до 58 кг.                          |
| Серебро | Лорен Альфонсо          | 2024 Париж          | Бокс                   | Мужчины до 92 кг.                          |
| Бронза  | Хасрат Джафаров         | 2024 Париж          | Греко-римская борьба   | Мужчины до 67 кг.                          |
| Бронза  | Георгий Мешвилдишвили   | 2024 Париж          | Вольная борьба         | Мужчины до 125 кг.                         |
| Бронза  | Магомедхан Магомедов    | 2024 Париж          | Вольная борьба         | Мужчины до 97 кг.                          |

| Спортсмен        | Игры        | Дисциплина                             | 1 | 2  | 3  | Всего | Комментарий |
| ---------------- | ----------- | -------------------------------------- | - | -- | -- | ----- | --- |
| Виталий Рагимов  | 2008 Пекин  | Греко-римская борьба мужчины, до 60 кг |   | −1 |    | −1    | По результатам перепроверки допинг-проб с Игр 2008 и 2012 годов в анализах Виталия Рагимова был обнаружен туринабол. Спортсмен лишён серебряной медали. |
| Валентин Христов | 2012 Лондон | Тяжёлая атлетика мужчины, до 56 кг     |   |    | −1 | −1    | По результатам перепроверки допинг-проб с Игр 2012 года в анализах Валентина Христова был обнаружен туринабол. Спортсмен лишён бронзовой медали.        |

| Спорт                  | Золото | Серебро | Бронза | Всего |
| ---------------------- | ------ | ------- | ------ | ----- |
| Борьба                 | 4      | 8       | 16     | 28    |
| Дзюдо                  | 3      | 2       | 2      | 7     |
| Стрельба               | 1      | 0       | 2      | 3     |
| Тхэквондо              | 1      | 1       | 2      | 4     |
| Карате                 | 0      | 2       | 0      | 2     |
| Гребля на гладкой воде | 0      | 1       | 1      | 2     |
| Бокс                   | 0      | 2       | 8      | 10    |
| Итог                   | 9      | 16      | 31     | 56    |

## Выступления в составе сборной СССР и Объединённой команды

### Медали спортсменов Азербайджанской ССР в составе сборной СССР
В состав сборной СССР, впервые участвовавшей на Олимпийских играх 1952 года в Хельсинки, вошли пять азербайджанских спортсменов — четыре борца (вольники Георгий Саядов, Рашид Мамедбеков, Ибрагимпаша Дадашев и классик Артём Терян) и один легкоатлет Хандадаш Мадатов. Азербайджанские спортсмены вернулись домой с одной серебряной и одной бронзовой медалью со своих первых Олимпийских игр. Серебряная медаль, завоеванная Рашидом Мамедбековым на соревнованиях по вольной борьбе, стала первой олимпийской медалью, завоёванной азербайджанским спортсменом на Олимпийских играх. Другую медаль, бронзовую, завоевал борец греко-римского стиля воспитанник бакинской школы борьбы Артём Терян.

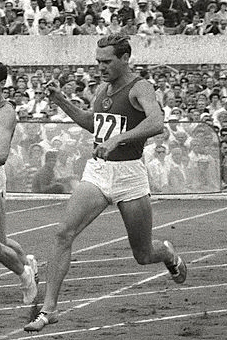
Двукратный серебряный призёр Олимпиад бакинец Юрий Коновалов на Олимпийских играх 1960 года в Риме

Бакинский легкоатлет Юрий Коновалов из Азербайджанской ССР, успешно выступил в эстафете 4×100 м на Олимпийских играх в Мельбурне и завоевал серебряную медаль. Эта медаль стала третьей олимпийской наградой спортсменов Азербайджанской ССР.
На Олимпийских играх 1960 года в Риме двое спортсменов Азербайджанской ССР были в составе сборной СССР — серебряный призёр Олимпиады в Мельбурне Юрий Коновалов и выступавший за бакинский клуб Каспийской флотилии (ККФ) ватерполист Евгений Сальцын. Сборная СССР по водному поло, в составе которой был и Евгений Сальцын, завоевала серебряную медаль Олимпийских игр, проиграв в финале сборной Финляндии. Коновалов же успешно завершил эстафету 4×100 м и был удостоен второй серебряной медали. Таким образом, количество медалей, завоеванных спортсменами Азербайджанской ССР на трёх олимпиадах, достигло пяти: четыре из этих медалей были серебряными, а одна — бронзовой.
На Токийской Олимпиаде 1964 года от Азербайджанской ССР в сборную Советского Союза вошли два ватерполиста — Николай Кузнецов, Зенон Борткевич (оба выступали за бакинский ККФ), пятиборец — Виктор Минеев (выступал за спортивное общество «Нефтяник» и за сборную Азербайджанской ССР), борец — Айдын Ибрагимов (выступал за бакинское «Динамо») и волейболистка — Инна Рыскаль (выступала за бакинский «Нефтяник»). Сборная СССР по водному поло, в составе которой были Кузнецов и Борткевич, завоевала бронзовую медаль. Виктор Минеев стал олимпийским чемпионом в командном первенстве. Медаль Минеева стала также первой золотой медалью, завоеванной азербайджанскими спортсменами на Олимпийских играх. Инна Рыскаль входила в состав женской сборной СССР по волейболу, завоевавшей серебряную медаль на Играх в Токио, а воспитанник азербайджанской школы борьбы Айдын Ибрагимов занял третье место на соревнованиях по вольной борьбе.
На Олимпиаде 1968 года в Мехико от Азербайджанской ССР в сборную Советского Союза вошло трое спортсменов. Двое из них выступали в женской сборной СССР по волейболу, а третья спортсменка из Азербайджана, Надежда Карпухина, состязалась в женских соревнованиях по прыжкам в воду. Женская сборная СССР по волейболу, в состав которой вошли Инна Рыскаль и Вера Лантратова из Азербайджана (обе выступали за бакинский «Нефтяник» и сборную Азербайджанской ССР), в финале одержала победу над сборной Японии и завоевала титул олимпийской чемпионки.
На Мюнхенской Олимпиаде 1972 года приняло участие три спортсмена из Азербайджана — капитан женской сборной СССР по волейболу, олимпийская чемпионка Инна Рыскаль, легкоатлет Александр Корнелюк и пловец Владимир Кривцов. Рыскаль успешно выступила в Мюнхене и во второй раз завоевала титул олимпийской чемпионки, а Александр Корнелюк завоевал серебряную медаль в эстафете 4×100 м.
На Олимпийских играх в Монреале СССР представляли три спортсмена Азербайджанской ССР — волейболистка Инна Рыскаль, гандболистки Рафига Шабанова и Людмила Шубина. Рыскаль взяла на Играх серебряную медаль, став четырёхкратной олимпийской призёркой. Гандболистки Рафига Шабанова и Людмила Шубина стали в составе сборной СССР олимпийскими чемпионками.
На Московской Олимпиаде 1980 года шесть спортсменов из Азербайджана были включены в состав сборной СССР. Ими были гандболистка Лариса Савкина (выступала за бакинский «Автомобилист»), гребцы Василий Якуша, Виктор Переверзев, Геннадий Крючкин (выступал за спортивное общество «Кура») и Александр Лукьянов и хоккеистка на траве Татьяна Швыганова (выступала за бакинский клуб «Связист»). В Москве женская сборная по гандболу с Савкиной в составе, заняла первое место и получила золотую медаль. Якуша завоевал серебряную медаль на соревнованиях по академической гребле. Переверзев, Крючкин и Лукьянов также взяли одно серебро в двойках, а Швиганова завоевала бронзовую медаль на соревнованиях по хоккею на траве среди женщин.
В сборную СССР на Олимпиаде в Сеуле в 1988 году вошло 18 спортсменов из Азербайджанской ССР: фехтовальщики Ильгар Мамедов и Борис Корецкий (выступал за бакинское «Динамо»), футболист Игорь Пономарёв, стрелок Валерий Тимохин, теннисистка Валентина Попова, гандболистка Элина Гусева (выступала за бакинский «Автомобилист»), борец Махъяддин Аллахвердиев, а также 11 гребцов. На этой Олимпиаде азербайджанские спортсмены завоевали пять медалей: Ильгар Мамедов, Борис Корецкий (фехтование) и Игорь Пономарев выиграли золото, Александр Лукьянов (гребля) — серебро, а Элина Гусева — бронзу.
| Медаль  | Имя                | Игры           | Вид спорта            | Дисциплина                          |
| ------- | ------------------ | -------------- | --------------------- | ----------------------------------- |
| Серебро | Рашид Мамедбеков   | 1952 Хельсинки | Вольная борьба        | Мужчины до 57 кг.                   |
| Бронза  | Артём Терян        | 1952 Хельсинки | Греко-римская борьба  | Мужчины до 57 кг.                   |
| Серебро | Юрий Коновалов     | 1956 Мельбурн  | Лёгкая атлетика       | Мужчины, эстафета 4×100 м.          |
| Серебро | Юрий Коновалов     | 1960 Рим       | Лёгкая атлетика       | Мужчины, эстафета 4×100 м.          |
| Серебро | Евгений Сальцын    | 1960 Рим       | Водное поло           | Мужчины.                            |
| Золото  | Виктор Минеев      | 1964 Токио     | Современное пятиборье | Командное первенство.               |
| Серебро | Инна Рыскаль       | 1964 Токио     | Волейбол              | Женщины                             |
| Бронза  | Николай Кузнецов   | 1964 Токио     | Водное поло           | Мужчины                             |
| Бронза  | Зенон Борткевич    | 1964 Токио     | Водное поло           | Мужчины                             |
| Бронза  | Айдын Ибрагимов    | 1964 Токио     | Вольная борьба        | Мужчины до 57 кг                    |
| Золото  | Инна Рыскаль       | 1968 Мехико    | Волейбол              | Женщины                             |
| Золото  | Вера Лантратова    | 1968 Мехико    | Волейбол              | Женщины                             |
| Золото  | Инна Рыскаль       | 1972 Мюнхен    | Волейбол              | Женщины                             |
| Серебро | Александр Корнелюк | 1972 Мюнхен    | Лёгкая атлетика       | Мужчины, эстафета 4×100 м.          |
| Золото  | Рафига Шабанова    | 1976 Монреаль  | Гандбол               | Женщины                             |
| Золото  | Людмила Шубина     | 1976 Монреаль  | Гандбол               | Женщины                             |
| Серебро | Инна Рыскаль       | 1976 Монреаль  | Волейбол              | Женщины                             |
| Золото  | Лариса Савкина     | 1980 Москва    | Гандбол               | Женщины                             |
| Серебро | Василий Якуша      | 1980 Москва    | Академическая гребля  | Мужчины, одиночки                   |
| Серебро | Виктор Переверзев  | 1980 Москва    | Академическая гребля  | Мужчины, двойки распашные с рулевым |
| Серебро | Геннадий Крючкин   | 1980 Москва    | Академическая гребля  | Мужчины, двойки распашные с рулевым |
| Серебро | Александр Лукьянов | 1980 Москва    | Академическая гребля  | Мужчины, двойки с рулевым           |
| Бронза  | Татьяна Швыганова  | 1980 Москва    | Хоккей на траве       | Женщины                             |
| Золото  | Ильгар Мамедов     | 1988 Сеул      | Фехтование            | Мужчины, командная рапира           |
| Золото  | Борис Корецкий     | 1988 Сеул      | Фехтование            | Мужчины, командная рапира           |
| Золото  | Игорь Пономарёв    | 1988 Сеул      | Футбол                | Мужчины                             |
| Серебро | Александр Лукьянов | 1988 Сеул      | Академическая гребля  | Мужчины, восьмёрка                  |
| Бронза  | Элина Гусева       | 1988 Сеул      | Гандбол               | Женщины                             |

| Игры           | Спортсменов | Золото | Серебро | Бронза | Всего |
| -------------- | ----------- | ------ | ------- | ------ | ----- |
| 1952 Хельсинки | 5           | 0      | 1       | 1      | 2     |
| 1956 Мельбурн  | 1           | 0      | 1       | 0      | 1     |
| 1960 Рим       | 2           | 0      | 2       | 0      | 2     |
| 1964 Токио     | 5           | 1      | 1       | 3      | 5     |
| 1968 Мехико    | 3           | 2      | 0       | 0      | 2     |
| 1972 Мюнхен    | 3           | 1      | 1       | 0      | 2     |
| 1976 Монреаль  | 3           | 2      | 1       | 0      | 3     |
| 1980 Москва    | 6           | 1      | 4       | 1      | 6     |
| 1988 Сеул      | 18          | 3      | 1       | 1      | 5     |
| Итог           | Итог        | 10     | 12      | 6      | 28    |

### Медали спортсменов из Азербайджана в составе Объединённой команды
Накануне XXIV летних Олимпийских игр, которые состоялись в 1992 году, СССР распался. Входящие ранее в его состав союзные республики получили независимость. И хотя получившие суверенитет республики создали свои собственные национальные олимпийские комитеты, в 1992 году МОК не признавал многие из этих комитетов. В связи с этим 12 республик бывшего СССР выступили на Олимпийских играх под именем Объединнённой сборной Содружества Независимых Государств (СНГ).
На параде наций на церемонии открытия, команда Азербайджана прошла перед трибуной под флагом Азербайджана, который держал дзюдоист Назим Гусейнов. На этой Олимпиаде в составе Объединнённой команды выступало пять азербайджанских спортсменов — Назим Гусейнов (дзюдо), Валерий Беленький (спортивная гимнастика), Ильгар Мамедов (фехтование), Валерий Тимохин (стрельба) и Валентина Попова (настольный теннис).
Первое золото из азербайджанских спортсменов завоевал Назим Гусейнов. Благодаря победе Гусейнова впервые в истории на церемонии награждения Олимпийских игр был поднят флаг Азербайджана и прозвучал государственный гимн республики. А азербайджанский гимнаст Валерий Беленький завоевал олимпийское золото в командных соревнованиях и бронзовую медаль в личном первенстве.
| Медаль | Имя               | Игры           | Вид спорта            | Дисциплина                      |
| ------ | ----------------- | -------------- | --------------------- | ------------------------------- |
| Золото | Назим Гусейнов    | 1992 Барселона | Дзюдо                 | Мужчины до 60 кг.               |
| Золото | Валерий Беленький | 1992 Барселона | Спортивная гимнастика | Мужчины, командное первенство.  |
| Бронза | Валерий Беленький | 1992 Барселона | Спортивная гимнастика | Мужчины, абсолютное первенство. |

| Игры           | Спортсменов | Золото | Серебро | Бронза | Всего |
| -------------- | ----------- | ------ | ------- | ------ | ----- |
| 1992 Барселона | 5           | 2      | 0       | 1      | 3     |

## Знаменосцы
- Список знаменосцев Азербайджана на Олимпийских играх